# Ley Fundamental del Estado de la Ciudad del Vaticano
La Ley Fundamental del Estado de la Ciudad del Vaticano es el documento principal de gobierno de las entidades civiles de la Ciudad del Vaticano.

## Historia

### 1929
El texto original de la Ley Fundamental se origina en el contexto de los Pactos de Letrán y la creación del Estado de la Ciudad del Vaticano.
Fue promulgado por el papa Pío XI el 7 de junio de 1929.

### 2000
Promulgado por el papa Juan Pablo II el 26 de noviembre de 2000.  Obtuvo fuerza de ley el 22 de febrero de 2001, fiesta de la Cátedra de san Pedro Apóstol, y reemplazó en su totalidad a la ley anterior (la Ley Fundamental de la Ciudad del Vaticano del 7 de junio de 1929). Todas las normas vigentes en la Ciudad del Vaticano que no estaban de acuerdo con la nueva Ley fueron derogadas y el original de la Ley Fundamental, que lleva el sello de la Ciudad del Vaticano, fue depositado en el Archivo de las Leyes del Estado del Vaticano y de la Ciudad. El texto correspondiente se publicó en el Suplemento del Acta Apostolicae Sedis. La ley consta de 20 artículos.

### 2023
En 2023, el papa Francisco promulgó una nueva versión.